# سنگ نفوذی

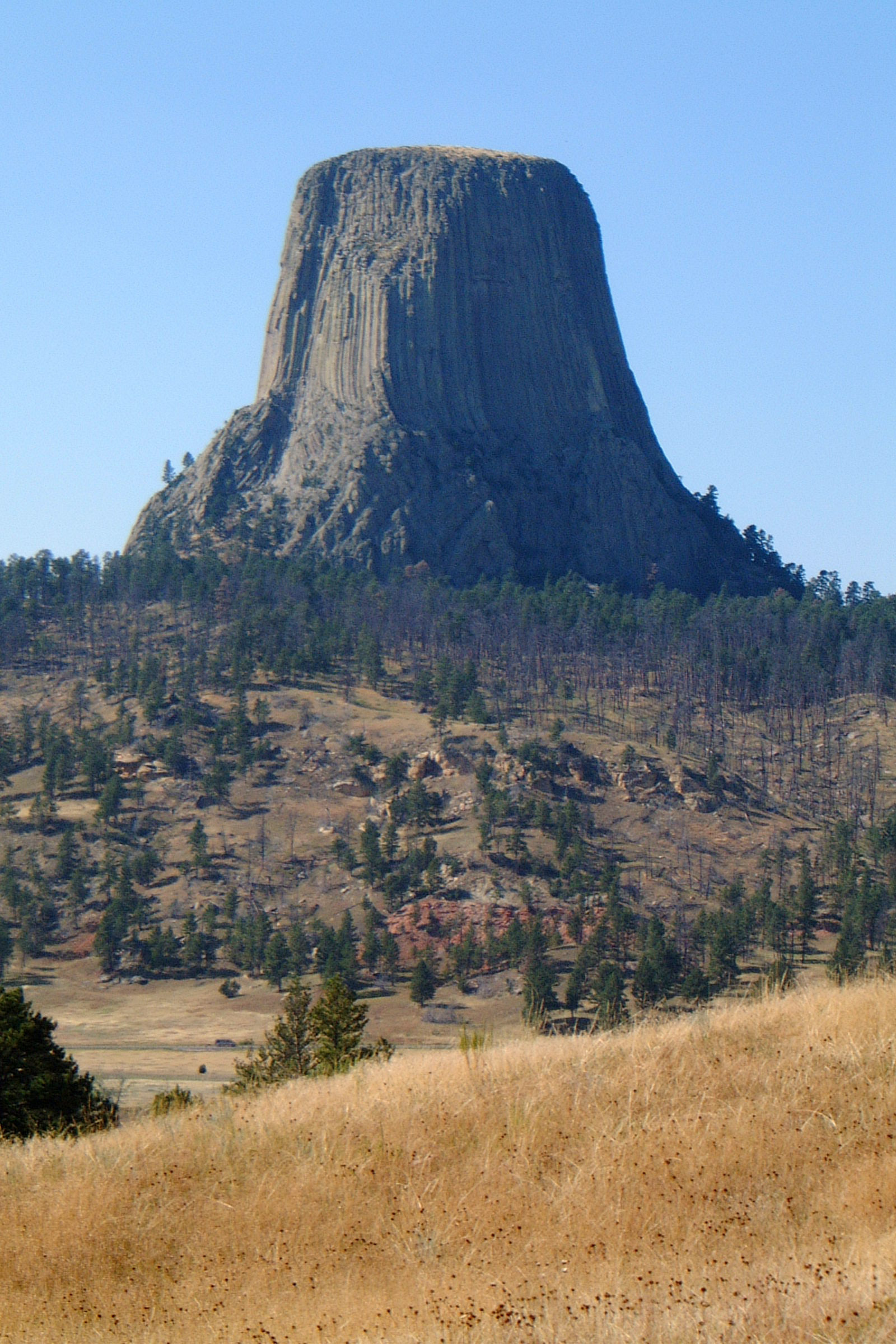
یادبود ملی برج شیاطین یک توده نفوذی آذرین است که بر اثر فرسایش سنگ‌های نرم پیرامون آن پدیدار شده است.

سنگ نفوذی یا سنگ درونی (انگلیسی: Intrusive rock)، زمانی تشکیل می‌شود که ماگما در زیر زمین سفت و محکم و بلوری شده و توده‌های نفوذی مانند ژرف‌توده، ژرف‌سنگ، آذرین‌تیغه، آذرین‌لایه، کوژسنگ و درپوش‌های آتشفشانی را پدید می‌آورد.

## شکل‌گیری
سنگ‌های نفوذی در پوسته زمین بر اثر بلوری شدن ماگما پدید می‌آیند. برخی از رشته‌کوه‌ها مانند سیرا نوادا در کالیفرنیا عمدتاً از توده‌های بزرگ گرانیت تشکیل شده‌اند.

## شکل‌های وابسته
توده‌های نفوذی یکی از دو راه تشکیل سنگ‌های آذرین به شمار می‌رود. راه دیگر تشکیل سنگ بیرونی است که بر اثر فوران آتشفشانی یا رویدادی شبیه آن پدید می‌آید. به بیان دقیق‌تر یک سنگ نفوذی به هر نوع شکل‌گیری توده نفوذی آذرین گفته می‌شود که طی آن سنگ از ماگمای سرد و سخت‌شده در پوسته سیاره شکل گرفته است. در مقابل، سنگ‌های بیرونی در بالای سطح سیاره تشکیل می‌شوند.